# Перелік наукових фахових видань з фізико-математичних наук
Перелік наукових фахових видань з фізико-математичних наук, чинний з 1.08.2010.
- Акустичний вісник. Інститут гідромеханіки НАН України. фізико-математичні (акустика, механіка деформівного твердого тіла; механіка рідини, газу та плазми). 26.05.10
- Біофізичний вісник. Харківський національний університет імені В.Н.Каразіна МОН України. біологічні, фізико-математичні (фізика). 16.12.09
- Вісник Дніпропетровського університету. Серія: математика. Дніпропетровський національний університет імені Олеся Гончара МОН України. фізико-математичні (математика). 14.10.09
- Вісник Дніпропетровського університету. Серія: механіка. Дніпропетровський національний університет імені Олеся Гончара МОН України. технічні, фізико-математичні. 08.07.09, 14.10.09
- Вісник Дніпропетровського університету. Серія: моделювання. Дніпропетровський національний університет імені Олеся Гончара МОН України. фізико-математичні (теоретичні основи інформатики та кібернетики, математичне моделювання та обчислювальні методи). 10.02.10
- Вісник Запорізького національного університету. Серія „Фізико-математичні науки”. ДВНЗ «Запорізький національний університет» Міністерства освіти і науки України. фізико-математичні. 14.10.09
- Вісник Київського національного університету імені Тараса Шевченка. Геологія. Київський національний університет імені Тараса Шевченка. геологічні, фізико-математичні (геологічна інформатика, геофізика). 01.07.10
- Вісник Київського національного університету імені Тараса Шевченка. Математика. Механіка. Київський національний університет імені Тараса Шевченка. фізико-математичні (математика, механіка). 26.05.10
- Вісник Київського національного університету імені Тараса Шевченка. Радіофізика та електроніка. Київський національний університет імені Тараса Шевченка. фізико-математичні (фізика). 10.02.10
- Вісник Київського національного університету імені Тараса Шевченка. Серія: фізико математичні науки. Київський національний університет імені Тараса Шевченка. фізико-математичні (фізика). 01.07.10
- Вісник Львівського університету. Серія: механіко-математична. Львівський національний університет імені Івана Франка МОН України. фізико-математичні (математика). 14.10.09
- Вісник Львівського університету. Серія: прикладна математика та інформатика. Львівський національний університет імені Івана Франка МОН України. фізико-математичні (інформатика і кібернетика, обчислювальна математика). 26.05.10
- Вісник Львівського університету. Серія: фізична. Львівський національний університет імені Івана Франка МОН України. фізико-математичні (фізика). 01.07.10
- Вісник Національного університету ”Львівська політехніка”. Серія “Фізико-математичні науки”. Національний університет ”Львівська політехніка” МОН України. фізико-математичні (математика). 01.07.10
- Вісник Одеського національного університету. Математика і механіка. Одеський національний університет імені І.І. Мечникова МОН України. фізико-математичні. 10.03.10
- Вісник Тернопільського національного технічного університету. Тернопільський національний технічний університет імені Івана Пулюя МОН України. технічні, фізико-математичні (механіка деформівного твердого тіла). 14.10.09, 26.05.10
- Вісник Харківського національного університету. Серія “Математика, прикладна математика і механіка”. Харківський національний університет імені В.Н.Каразіна МОН України. фізико-математичні (математика). 14.10.09
- Вісник Харківського національного університету. Серія “Математичне моделювання. Інформаційні технології. Автоматизовані системи управління”. Харківський національний університет імені В.Н.Каразіна МОН України. фізико-математичні, технічні. 14.10.09
- Вісник Харківського національного університету. Серія “Радіофізика та електроніка”. Харківський національний університет імені В.Н.Каразіна МОН України. фізико-математичні (фізика). 14.04.10
- Вісник Харківського національного університету. Серія “Фізика”. Харківський національний університет імені В.Н.Каразіна МОН України. фізико-математичні (фізика). 16.12.09
- Вісник Харківського національного університету. Серія “Ядра, частинки, поля”. Харківський національний університет імені В.Н.Каразіна МОН України. фізико-математичні (фізика). 14.04.10
- Геоінформатика. Геоинформатика. Geoinformatika. Національна академія наук України, Центр менеджменту та маркетингу в галузі наук про Землю Інституту геологічних наук НАН України. географічні, геологічні, фізико-математичні (геофізика, геологічна інформатика). 01.07.10
- Геофізичний журнал. Геофизический журнал. Національна академія наук України, Інститут геофізики ім. С.І.Субботіна НАН України. фізико-математичні (геофізика), геологічні. 01.07.10
- Екологічна безпека прибережної та шельфової зон та комплексне використання ресурсів шельфу. Экологическая безопасность прибрежной и шельфовой зон и комплексное использование ресурсов шельфа. Ecological safety of coastal and shelf zones and comprehensive use of shelf resources. Національна академія наук України, Морський гідрофізичний інститут НАН України, Одеський філіал Інституту біології південних морів ім. О.О.Ковалевського НАН України, Інститут геологічних наук НАН України. технічні (екологічна безпека), геологічні, фізико-математичні (геофізика), географічні. 01.07.10
- Журнал математической физики, анализа, геометрии. Журнал математичної фізики, аналізу, геометрії. Journal of Mathematical Physics, Analysis, Geometry. Національна академія наук України, Фізико-технічний інститут низьких температур ім. Б.І.Вєркіна НАН України. фізико-математичні. 10.03.10
- Журнал нано- та електронної фізики. Журнал нано- и электронной физики. Сумський державний університет МОН України. фізико-математичні (фізика). 10.02.10
- Журнал обчислювальної та прикладної математики. Київський національний університет імені Тараса Шевченка, МП “ТВ і МС”. фізико-математичні (інформатика і кібернетика). 06.10.10
- Журнал фізичних досліджень. Львівський національний університет імені Івана Франка МОН України. фізико-математичні (фізика). 10.02.10
- Збірник наукових праць Інституту математики НАН України. Інститут математики Національної академії наук України. фізико-математичні (математика). 10.02.10
- Карпатські математичні публікації. Карпатские математические публикации. Carpathian mathematical publications. ДВНЗ “Прикарпатський національний університет імені Василя Стефаника” МОН України. фізико-математичні (математика). 01.07.10
- Кібернетика та системний аналіз. Кибернетика и системный анализ. Національна академія наук України, Інститут кібернетики імені В.М.Глушкова НАН України. технічні, фізико-математичні (інформатика та кібернетика). 26.05.10
- Комп’ютерна математика. Компьютерная математика. НАН України, Інститут кібернетики імені В.М.Глушкова НАН України. технічні, фізико-математичні (інформатика). 08.07.09
- Математичне та комп’ютерне моделювання. Серія: Фізико-математичні науки. Кам’янець-Подільський національний університет імені Івана Огієнка МОН України, Інститут кібернетики імені В.М.Глушкова НАН України. фізико-математичні. 14.10.09
- Математичний вісник НТШ. Наукове товариство ім. Шевченка. фізико-математичні (математика). 14.04.10
- Математичні машини і системи. Національна академія наук України, Інститут проблем математичних машин і систем НАН України. технічні, фізико-математичні. 14.10.09
- Математичні методи та фізико-механічні поля. Інститут прикладних проблем механіки і математики ім. Я.С.Підстригача НАН України. фізико-математичні (математика, механіка деформівного твердого тіла,математичне моделювання та обчислювальні методи), технічні (математичне моделювання та обчислювальні методи). 26.05.10, 06.10.10
- Математичні студії. Праці Львівського математичного товариства Львівське математичне товариство. Львівського національного університету імені Івана Франка МОН України. фізико-математичні (математика). 14.10.09
- Международный научно-технический журнал “Проблемы управления и информатики”. Міжнародний науково-технічний журнал “Проблеми керування та інформатики”. International Scientific Technical Journal “Problems of Control and Informatics”. Національна академія наук України, Інститут кібернетики імені В.М.Глушкова НАН України. Інститут космічних досліджень НАН України та Національного космічного агентства України. фізико-математичні, технічні. 10.03.10
- Международный научный журнал «Прикладная механика», Міжнародний науковий журнал “Прикладна механіка”. Національна академія наук України, Інститут механіки ім. С.П. Тимошенка НАН України. фізико-математичні (механіка деформівного тіла, теоретична механіка). 26.05.10
- Методи розв’язування прикладних задач механіки деформівного твердого  тіла. Методы решения прикладных задач механики деформируемого твердого тела. Methods Solving Applied Problems in Solid Mechanics. Дніпропетровський національний університет імені Олеся Гончара МОН України. технічні (механіка деформівного твердого тіла), фізико-математичні (механіка). 01.07.10
- Механіка твердого тіла. Інститут прикладної математики і механіки Національної академії наук України. фізико-математичні (механіка). 16.12.09
- Морской гидрофизический журнал. Морський гідрофізичний журнал. Національна академія наук України, Морський гідрофізичний інститут НАН України. фізико-математичні (геофізика, механіка), географічні. 10.03.10
- Наноструктурное материаловедение. Nanostructured Materials Science. Інститут проблем матеріалознавства ім. І.М.Францевича НАН України. фізико-математичні (фізика), технічні. 01.07.10
- Науковий вісник Волинського національного університету імені Лесі Українки. Фізичні науки. Волинський національний університет імені Лесі Українки МОН України. фізико-математичні (фізика). 26.05.10
- Науковий вісник Ужгородського університету. Серія “Математика і інформатика”. Ужгородський національний університет МОН України. фізико-математичні (математика). 14.10.09
- Науковий вісник Чернівецького національного університету імені Юрія Федьковича. Серія: математика. Чернівецький національний університет імені Юрія Федьковича МОН України. фізико–математичні. 10.03.10
- Науковий часопис НПУ імені М.П.Драгоманова. Серія: Фізико-математичні науки. Національний педагогічний університет імені М.П.Драгоманова МОН України. фізико-математичні. 14.04.10
- Наукові вісті Національного технічного університету України “Київський політехнічний інститут”. Національний технічний університет України “Київський політехнічний інститут”. фізико-математичні (фізика), технічні. 26.05.10
- Наукові записки  НАУКМА. Комп’ютерні науки. Національний університет “Києво-Могилянська Академія”. фізико-математичні (інформатика і кібернетика). 18.11.09
- Наукові записки  НАУКМА. Фізико-математичні науки. Національний університет “Києво-Могилянська Академія”. фізико-математичні (математика). 14.04.10
- Нелинейные граничные задачи. Інститут прикладної математики і механіки НАН України. фізико-математичні (диференціальні рівняння, математична фізика). 10.02.10
- Нелінійні коливання. Нелинейные колебания. Nonlinear oscillations. Інститут математики Національної академії наук України. фізико-математичні (математика). 10.02.10
- Оптоелектроніка та напівпровідникова техніка. Оптоэлектроника и полупроводниковая техника. Optoelectronics and Semiconductor Technique. Національна академія наук України, Інститут фізики напівпровідників імені В.Є. Лашкарьова НАН України технічні, фізико-математичні (фізика). 26.05.10
- Питання прикладної математики і математичного моделювання. Дніпропетровський національний університет ім. Олеся Гончара МОН України. фізико-математичні. 14.10.09
- Полімерний журнал. Національна академія наук України, Інститут хімії високомолекулярних сполук (ІХВС). хімічні, фізико-математичні (фізика). 14.04.10
- Прикладна гідромеханіка. Інститут гідромеханіки НАН України фізико-математичні (механіка рідини, газу та плазми), технічні (механіка рідини, газу та плазми). 26.05.10
- Прикладна радіоелектроніка. Прикладная радиоэлектроника. Applied Radio Electronics. Академія наук прикладної радіоелектроніки, Харківський національний університет радіоелектроніки МОН України. технічні, фізико-математичні (фізика). 01.07.10
- Прикладна статистика. Актуарна та фінансова математика. Донецький національний університет МОН України. фізико-математичні (інформатика і кібернетика, теорія ймовірності і математична статистика). 14.04.10
- Прикладні проблеми механіки і математики. Прикладные проблемы механики и математики. Applied Problems of Mechanics and Mathematics. Національна академія наук України, Інститут прикладних проблем механіки і математики ім. Я.С. Підстригача НАН України. фізико-математичні (механіка, математика), технічні (механіка, математичне моделювання та обчислювальні методи). 14.04.10, 26.05.10
- Проблеми обчислювальної механіки і міцності конструкцій. Проблемы вычислительной механики и прочности конструкций. Problems of Computational Mechanics and Strength of Structures. Дніпропетровський національний університет імені Олеся Гончара МОН України. фізико-математичні (механіка), технічні. 16.12.09, 10.02.10
- Проблеми програмування. Проблемы программирования. Problems in Programming. Національна академія наук України, Інститут програмних систем НАН України. технічні, фізико-математичні. 06.10.10
- Радіоелектроніка, інформатика, управління. Запорізький національний технічний університет МОН України. технічні, фізико-математичні (фізика). 26.05.10
- Радіотехніка. Радиотехника. Radiotekhnika. Харківський національний університет радіоелектроніки МОН України. технічні, фізико-математичні (фізика). 01.07.10
- Радіофізика і радіоастрономія. Національна академія наук України, Радіоастрономічний інститут НАН України, Український комітет радіосоюзу. фізико-математичні (фізика, астрономія). 14.04.10
- Радіофізика та електроніка  Національна академія наук України, Інститут радіофізики та електроніки ім. О.Я. Усикова НАН України. фізико-математичні (фізика). 14.04.10
- Сенсорна електроніка і мікросистемні технології Одеський національний університет ім. І.І. Мечникова МОН України технічні, біологічні, фізико-математичні (фізика). 08.07.09, 16.12.09
- Системні дослідження та інформаційні технології. Системные исследования и информационные технологии. System research & information technologies. Національна академія наук України, Навчально-науковий комплекс “Інститут прикладного системного аналізу”, Національного технічного університету України “Київський політехнічний інститут” МОН України. технічні, фізико-математичні. 14.10.09
- Таврійський вісник інформатики і математики. Таврический вестник информатики и математики. Кримський науковий центр НАН України і МОН України, Таврійський національний університет імені В.І.Вернадського МОН України. фізико-математичні (математика, інформатика і кібернетика). 26.05.10
- Теоретична та прикладна механіка. Теоретическая и прикладная механика. Донецький національний університет МОН України. фізико-математичні (механіка). 01.07.10
- Теорія ймовірностей та математична статистика. Київський національний університет імені Тараса Шевченка, МП “ТВіМС". фізико-математичні (математика). 14.04.10
- Теорія оптимальних рішень. Теория оптимальных решений НАН України, Інститут кібернетики ім. В.М.Глушкова Національної Академії наук України. фізико-математичні. 14.10.09
- Технічна механіка. Техническая механика. Національна академія наук України, Інститут технічної механіки Національної академії наук України і Національного космічного агентства України. технічні, фізико-математичні (механіка рідини, газу та плазми). 26.05.10
- Технология и конструирование в электронной аппаратуре. Міністерство промислової політики України, Інститут фізики напівпровідників імені В.Є. Лашкарьова НАН України, ВАТ “Науково-виробниче підприємство “Сатурн”, Одеський національний політехнічний університет, Видавництво “Політехперіодика”. технічні, фізико-математичні (фізика). 26.05.10
- Труди Інституту прикладної математики і механіки НАН України. Труды Института прикладной математики и механики НАН Украины. Національна академія наук України, Інститут прикладної математики і механіки НАН України. фізико-математичні (математика, механіка, інформатика і кібернетика), технічні (механіка, інформатика). 26.05.10
- Ukrainian journal of physical optics. Український журнал фізичної оптики. Інститут фізичної оптики МОН України. фізико-математичні (фізика). 27.05.09
- Український математичний вісник. Украинский математический вестник. Ukrainian Mathematical Bulletin. Інститут математики НАН України, Інститут прикладної математики і механіки НАН України, Луганський національний педагогічний університет імені Тараса Шевченка МОН України, Українське математичне товариство. фізико-математичні (математика). 14.04.10
- Український математичний журнал. Національна академія наук України, Інститут математики Національної академії наук України. фізико-математичні (математика). 10.02.10
- Український фізичний журнал. Національна академія наук України, Інститут фізики НАН України. фізико-математичні (фізика). 01.07.10
- Управляющие системы и машины. Керуючі системи та машини. Національна академія наук України, Інститут кібернетики ім. В.М. Глушкова НАН України. фізико-математичні (інформатика і кібернетика). 10.02.10
- Физика и техника высоких давлений. Фізика і техніка високих тисків НАН України, Донецький фізико-технічний інститут НАН України ім.О.О.Галкіна. фізико-математичні (фізика). 18.11.09
- Фізика і хімія твердого тіла. Physics and Chemistry of Solid State. Прикарпатський національний університет імені Василя Стефаника МОН України. фізико-математичні (фізика), хімічні, технічні. 26.05.10
- Фізика напівпровідників, квантова електроніка та оптоелектроніка. Semiconductor Physics, Quantum Electronics & Optoelectronics. Національна академія наук України, Інститут фізики напівпровідників імені В.Є. Лашкарьова НАН України, Українське відділення міжнародного товариства оптичної техніки “SPIE/Ukraine”, ТОВ “Технологічний парк “Напівпровідникові технології і матеріали, оптоелектроніка та сенсорна техніка” фізико-математичні (фізика). 10.02.10
- Физика низких температур. Фізика низьких температур. Fizika Nizkikh Temperatur. Національна академія наук України, Фізико-технічний інститут низьких температур ім. Б.І.Вєркіна НАН України. фізико-математичні (фізика). 10.02.10
- Фізична інженерія поверхні. Физическая инженерия поверхности. Physical Surface Engineering. Харківський національний університет імені В.Н. Карабіна МОН України, Науковий фізико-технологічний центр МОН України та НАН України, Концерн “Центр нових технологій”, Харківський фізико-технічний інститут, ЗАТ “Центр науково-технічних досліджень” технічні (матеріалознавство), фізико-математичні (фізика). 10.02.10
- Штучний інтелект. Искусственный интеллект. Національна академія наук України, Інститут проблем штучного інтелекту НАН України і МОН України. технічні, фізико-математичні (інформатика і кібернетика). 26.05.10
- Ядерна фізика та енергетика. Інститут ядерних досліджень НАН України. фізико-математичні (фізика), біологічні (радіобіологія, екологія) 16.12.09
- Algebra and discrete mathematics. Луганський національний університет імені Тараса Шевченка МОН України. фізико-математичні (математика). 14.10.09
- Methods of functional analysis and topology. Інститут математики НАН України, МП “ТВ і МС”. фізико-математичні (математика) 10.02.10
- Photoelectronics. Фотоелектроніка. Одеський національний університет імені І.І. Мечникова МОН України. технічні, фізико-математичні (фізика). 26.05.10
- Proceedings of International Geometry Center. Праці міжнародного геометричного центру. Труды международного геометрического центра. Одеська національна академія харчових технологій МОН України, Благодійний фонд наукових досліджень “Наука”. фізико-математичні (математика). 14.04.10
- Semiconductor Physics, Quantum Electronics & Optoelectronics. Фізика напівпровідників, квантова електроніка та оптоелектроніка. Національна академія наук України, Інститут фізики напівпровідників НАН України, Українське відділення міжнародного товариства оптичної техніки “SPIE/Ukraine”, ТОВ “Технологічний парк “Напівпровідникові технології і матеріали, оптоелектроніка та сенсорна техніка”. технічні, фізико-математичні (фізика). 26.05.10
- Theory of Stochastic Processes. Інститут математики НАН України, Інститут прикладної математики і механіки НАН України, МП “ТВ і МС”. фізико-математичні (теорія ймовірностей і математична статистика) 10.02.10